# Steckbrieflich verfolgt
Steckbrieflich verfolgt (Originaltitel: Ladies of the Mob) ist ein US-amerikanisches Stummfilmdrama aus dem Jahr 1928 von William A. Wellman mit Clara Bow und Richard Arlen in den Hauptrollen. Das Drehbuch basiert auf der Kurzgeschichte Ladies of the Mob von Ernest Booth.

## Handlung
Yvonne, hat als Kind miterleben müssen, wie ihr Vater auf dem elektrischen Stuhl hingerichtet wurde. Sie wird von ihrer Mutter zu einer Gaunerin erzogen, die den Tod ihres Vaters rächen will, indem sie außerhalb des Gesetzes lebt. Sie verliebt sich in ihren Komplizen Red. Aus Angst, dass auch er auf dem elektrischen Stuhl endet, versucht sie, ihn zu bessern. Als dies nicht gelingt, schießt sie ihm in die Schulter, als er versucht, an einem Banküberfall teilzunehmen. Sie ergeben sich freiwillig, um ihre Strafe anzutreten und ein neues Leben zu beginnen, ohne ständige Angst vor der Festnahme durch das Gesetz.

## Hintergrund
Am 30. November 1927 wurde angekündigt, dass Ladies of the Mob der nächste Film mit Clara Bow in der Hauptrolle sein werde. Am 11. Dezember 1927 wurde berichtet, dass William A. Wellman als Regisseur unter Vertrag genommen worden war. Der Film basierte auf Ernest Booths gleichnamiger Kurzgeschichte, die erstmals im Dezember 1927 veröffentlicht wurde. Booth verbüßte zu diesem Zeitpunkt im Folsom State Prison eine lebenslange Haftstrafe wegen Bankraubs.
Obwohl am 22. Februar 1928 angegeben wurde, dass die Produktion begonnen habe, wurde am 31. März 1928 berichtet, dass Clara Bow sich von einer kürzlich erfolgten Operation erhole und die Hauptdreharbeiten voraussichtlich noch in dieser Woche beginnen würden. Erst im Mai 1928 wurde enthüllt, dass Bow sich einer Blinddarmoperation unterzogen hatte. Am 4. April 1928 wurde bekannt gegeben, dass Bow ein zweiwöchiger Urlaub zur Erholung gewährt worden sei und die Produktion voraussichtlich am 12. April 1928 beginnen würde. Am 21. April 1928 wurde bestätigt, dass die Produktion im Gange war.
Laut einer Pressemeldung vom 12. Mai 1928 wurden die Hauptdreharbeiten in der ersten Maiwoche 1928 abgeschlossen. Während des Drehs einer Schießerei in der Schlussszene waren Clara Bow, Richard Arlen und Regisseur Wellman angeblich von Querschlägern getroffen worden, was Bow in einer Erklärung vom November 1928 bestätigte.
Hans Dreier oblag die künstlerische Leitung. Travis Banton und Edith Head waren für das Kostümbild zuständig. Charles Barton arbeitete als Regieassistent, Loyal Griggs als Kamera-Assistent. Ellsworth Hoagland überwachte die Einhaltung des Drehbuchs.
Da keine Kopien der sieben Filmrollen existieren, gilt der Film als verschollen.

## Veröffentlichung
Die Premiere des Films fand am 17. Mai 1928 in New York statt. 1929 kam er im Deutschen Reich und in Österreich in die Kinos. In Österreich erschien er auch unter dem Titel Die Geliebte.

## Kritiken
Der Filmkritiken-Aggregator Rotten Tomatoes hat in einer Auswertung von 13 Kritiken eine Zustimmungsrate von 85 Prozent errechnet.
Die zeitgenössische Kritik fiel gemischt aus. Positiv äußerte sich Robert E. Sherwood im
Life-Magazin. Für ihn sei der Film ein weiterer Gaunerfilm, aber einer der besten. Im Magazin Time hieß es, der Film sei hervorragende Unterhaltung, wenn man nicht zu sehr in die Handlung einsteige. Morris Dickstein schrieb in der Zeitung Brooklyn Daily Eagle, der Film sei ein überdurchschnittlich fesselndes Melodram. Er habe, das sei erwähnt, den Vorteil, mit Clara Bow und Richard Arlen mindestens zwei hervorragende Darsteller. Auch in der Zeitung Washington Star wurde der Film positiv erwähnt. Der Film erzähle eine ungewöhnliche Unterweltgeschichte, die die hektischen Manöver der Gangster aus der Sicht der Frau darstelle. Er sei ein kraftvolles Werk, in dem Miss Bow ihre Vielseitigkeit hervorragend unter Beweis stelle. Das Magazin Photoplay schrieb, man werde es lange bereuen, sollte man Clara Bow in diesem Film verpassen. Laurence Reid notierte im Magazin Motion Picture News, man habe Clara Bow aus ihren „It“-Rollen herausgenommen, um sie der emotionalen Flamme des Dramas auszusetzen, und sie mache das sehr gut.
Zurückhaltender äußerte sich Elizabeth Goldbeck im Magazin Motion Picture Magazin. Es gebe das übliche Knallen von Kugeln, das zu jedem Unterweltdrama gehöre, aber die menschliche Geschichte des Jungen und des Mädchens sei spannender als die Schießereien. Robert J. Landry schrieb in der Variety, auch wenn es sich nicht um typisches oder gutes Clara-Bow-Material handele, sei es auch kein typisches oder gutes modernes Gaunermelodram.